# Paolo Abbate
Paolo Abbate fue un escultor y pastor protestante italiano que vivió y trabajó en Estados Unidos; nacido el 9 de abril de 1884 en Villarosa, Sicilia y fallecido el 1 de abril de 1973 en Torrington, Connecticut.

## Datos biográficos

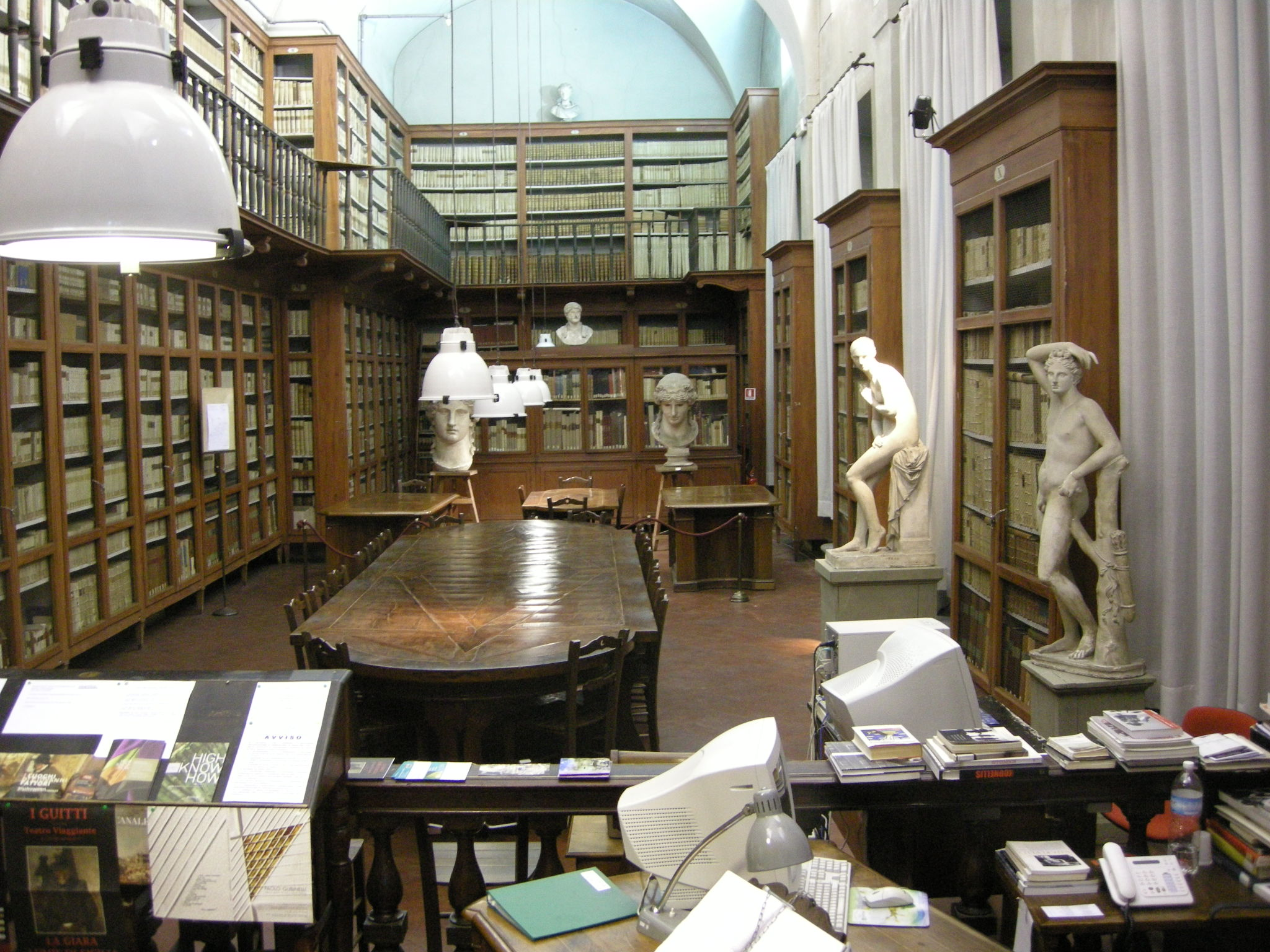
Biblioteca de la Academia de Bellas Artes de Florencia, donde estudió Paolo Abbate.

Paolo Abbate nació en Villarosa en la isla italiana de Sicilia . Estudió con Domenico Trentacoste, director de la Academia de Bellas Artes de Florencia. En 1902, se trasladó a los Estados Unidos. Abbate fue misionero durante siete años para la Asociación Misionera de América en Pittsfield, Massachusetts antes de trasladarse a Torrington, Connecticut. Fundó la Asociación de Artistas de Torrington y cofundó la organización Unico National de Torrington.

## Carrera artística
Abbate fue un escultor realista que trabajó con bronce y mármol. Sirvió como presidente de la Liga Internacional de Bellas Artes y fue miembro de múltiples organizaciones profesionales, entre otras la National Sculpture Society, Kent Art Association y la Connecticut Artists & Writers Society.

## Obras (selección)
Entre las obras más destacadas de Paolo Abbate encontramos las siguientes:
- Busto de Dante Alighieri, Brown University (bronce, base en granito, hacia 1900)
- Busto de Dante Aligheri, Newburgh Free Library courtyard (1921) (ficha)
- Imagination (Imaginación), Museo Mattatuck, Waterbury (bronce) - (imagen)
- Seated female nude (Desnudo de mujer sentada), Museo Mattatuck , Waterburg (bronce)

## Colecciones de arte

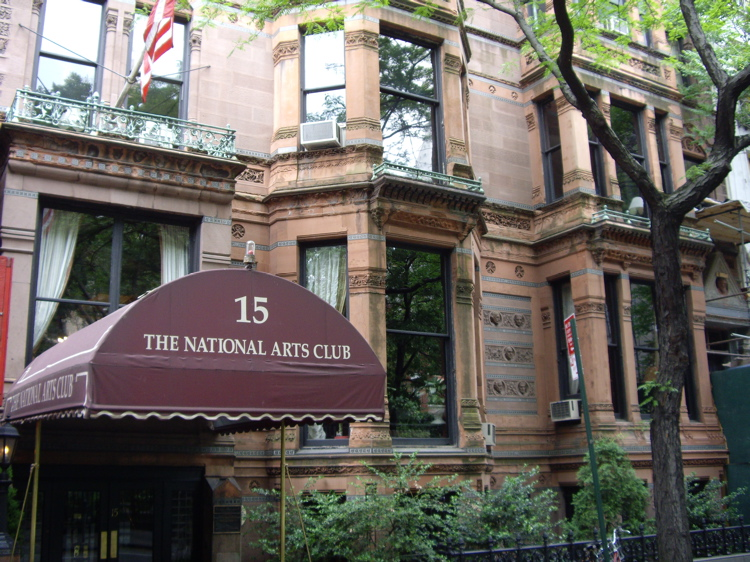
Fachada de la sede central del National Arts Club

Las obras de Paolo Abbate están presentes en algunas colecciones públicas y privadas , entre ellas destacan:
- Brown University, Providence, Rhode Island
- Ciudad de Newburgh, Newburgh, Nueva York
- Museo Mattatuck Centro de Artes e Historia,[10] Waterbury (Connecticut)
- Club Nacional de las Artes,[11] Ciudad de Nueva York
- Torrington Historical Society, Torrington (Connecticut)